# Scaphura fasciata
Scaphura fasciata är en insektsart som beskrevs av Brunner von Wattenwyl 1878. Scaphura fasciata ingår i släktet Scaphura och familjen vårtbitare. Inga underarter finns listade i Catalogue of Life.